# Catocala remissa
Catocala remissa là một loài bướm đêm thuộc họ Erebidae. Nó được tìm thấy ở Turkmenia và Kazakhstan.